# Kameruni rozsdásrigó
A kameruni rozsdásrigó (Cossypha isabellae) a madarak (Aves) osztályának verébalakúak (Passeriformes) rendjéhez, ezen belül a légykapófélék (Muscicapidae) családjához tartozó faj.

## Rendszerezése
A fajt George Robert Gray angol zoológus írta le 1862-ben. Egyes szervezetek az Oreocossypha nembe sorolják Oreocossypha isabellae néven.

## Alfajai
- Cossypha isabellae batesi (Bannerman, 1922)
- Cossypha isabellae isabellae G. R. Gray, 1862[1]

## Előfordulása
Afrika középső részén, Kamerun és Nigéria területén honos. Természetes élőhelyei a szubtrópusi és trópusi hegyi esőerdők, valamint szántóföldek. Állandó, nem vonuló faj.

## Megjelenése
Testhossza 15 centiméter, testtömege 19-28 gramm.

## Természetvédelmi helyzete
Az elterjedési területe nagy, egyedszáma ugyan csökken, de még nem éri el a kritikus szintet. A Természetvédelmi Világszövetség Vörös listáján nem fenyegetett fajként szerepel.